# Фрідріх Шмідт (підводник)
Фрідріх Шмідт (нім. Friedrich Schmidt; 11 червня 1921, Обергаузен — 5 січня 1998) — німецький офіцер-підводник, оберлейтенант-цур-зее крігсмаріне.

## Біографія
1 грудня 1939 року вступив на флот. З 24 жовтня 1942 по березень 1943 року — вахтовий офіцер на підводному човні U-732, після чого був переданий в розпорядження 8-ї, потім — 2-ї флотилії. З лютого 1942 року — 2-й вахтовий офіцер на U-129. З липня 1944 року — 1-й вахтовий офіцер на U-190. З 10 жовтня по 1 листопада 1944 року пройшов курс позиціонування (радіовимірювання), з 2 листопада по грудень — курс командира човна. З 16 січня по 3 травня 1945 року — командир U-793. В травні був взятий в полон британськими військами.

## Звання
- Кандидат в офіцери (1 грудня 1939)
- Морський кадет (1 травня 1940)
- Фенріх-цур-зее (1 листопада 1940)
- Оберфенріх-цур-зее (1 листопада 1941)
- Лейтенант-цур-зее (1 квітня 1942)
- Оберлейтенант-цур-зее (1 грудня 1943)

## Нагороди
- Нагрудний знак підводника (20 липня 1944)
- Залізний хрест 2-го класу (20 липня 1944)